# Agulla de Baiau
L'Agulla de Baiau és una muntanya de 2.860,5 metres que es troba entre els termes municipal d'Alins, a la comarca del Pallars Sobirà i la parroquia de la Massana, a Andorra. Es troba al sud i damunt dels Estanys de Baiau, al nord-est del Pic de Sanfonts, al sud-oest de la Portella i pic de Baiau i al nord-oest de l'Estany Negre.

## Vies d'accés
Situat dins del Parc Natural Comunal de les Valls del Comapedrosa, el cim és accessible pel GR 11 des d'Arinsal per via andorrana i des del Pla de Boet per la via catalana. Els refugis de muntanya més pròxims son l'andorrà de Comapedrosa i el català de Baiau.